# Final de Lenda, Compromisso pela Paz
A Final de Lenda, Compromisso pela Paz (Final de Leyenda - Compromisos por la Paz), foi uma partida festiva realizada no dia 28 de maio de 2017. O jogo foi disputado e teve caráter de despedida do Estádio Vicente Calderón, que deixou de mandar os jogos do Atlético de Madrid, dando lugar ao novo Estádio La Peineta.
Foram convidadas lendas da história do futebol e que atuaram no Calderon, os primeiros jogadores da equipe e grandes rivais de diversas nacionalidades que passaram por aquele gramado.
O evento ainda teve uma outra causa digna, pois a renda foi destinada cem por cento para a integração de crianças desfavorecidas através da rede Scholas Occurrentes, que inclui mais de 446 mil escolas e redes de ensino em 190 países diferentes.
Dentre as estrelas do futebol mundial, estavam Marcelino Pérez, Mirko Votava, Juan Rubio, Roberto Solozábal, Gabriel Moya, Leonardo Biagini, Juan Carlos, Jordi Lardín, Salva Ballesta, García Calvo, Gonzalo Colsa, Mariano Pernía, Juanito, Luís Pereira, Diego Forlán, Milinko Pantić, Donato, Leo Franco e Álvaro Domínguez por parte dos ex-atletas colchoneros e Ronaldinho Gaúcho, Mahrez, Zico, Seedorf e Marcos Senna por parte das estrelas mundiais.
O jogo terminou com vitória das estrelas mundiais por 5 a 4, quando Ronaldinho Gaúcho se destacou dando show ao mostrar sua habilidade em campo.

## Scholas Occurrentes
A Scholas Ocurrentes é uma Rede Global para União de Escolas que nasceu apoiada pelo Papa Francisco para promover o envolvimento de todas as escolas do mundo. Esta rede tem como objetivo compartilhar os projetos que têm escolas tentando enriquecer mutuamente o apoio, especialmente para as escolas de baixa renda.
As primeiras escolas do mundo a se juntar à esta rede foram registradas por Lionel Messi e Gianluigi Buffon na conferência histórica da Pontifícia Academia das Ciências em 13 de agosto de 2013.
Em 19 de março a rede de escolas juntamente com a Creápolis e a Aula365 lançou o Olivo Virtual para a Paz, que é uma aplicação para plantar oliveiras para a paz e, assim, criar a floresta das maiores árvores virtuais do mundo. Papa Francisco foi responsável pelo plantio da primeira árvore de oliveira da Cidade do Vaticano e até à data, existiam mais de 100.000 árvores virtuais plantadas pelo mundo.

## Ingressos
Os ingressos para o jogo de despedida do Vicente Calderón começaram a ser vendidos no dia 17 de abril de 2017, com valores que variam de 10 a 150 Euros em diversos setores do estádio. Para as áreas VIP os ingressos custaram € 200,00.

## Patrocinadores
O principal patrocinador do evento foi a Air Europa, companhia aérea espanhola fundada em 1986, com sede na cidade de Palma de Mallorca. É a divisão aérea do grupo Globália.

## Detalhes da partida
| 28 de maio de 2017 | Atlético de Madrid                                                           | 4 – 5 | Scholas Occurrentes                                                                | Estádio Vicente Calderón, Madrid |
| 18:00 (UTC+1)      | Fernando Torres 29' · Pedro 80' (pen.) · Alejandro Sánchez 83' · Pedraza 85' |       | 40' Caniggia · 44' (Pen.) Higuita · 56' Andriy Yarmolenko · 72' Blanco · 75' Román | Público: 51 023                  |

| Atlético de Madrid | Scholas Occurrentes |